# Codex Euricianus
Codex Euricianus ist eine seit etwa 1900 gebräuchliche Bezeichnung für eine spätantike, vom Westgotenkönig Eurich veranlasste Aufzeichnung des westgotischen Rechts in lateinischer Sprache. Der im 5. Jahrhundert geschaffene Kodex vermittelt als nachklassische Rechtsquelle des Vulgarrechts Erkenntnisse über die tolosanischen Gepflogenheiten und den Herrschaftsverlust der Römer über den Westen des Reichs. Als eines der ersten germanischen Rechtsbücher, ist er von erheblicher rechtsgeschichtlicher Bedeutung, besonders für das Rechtswesen auf der iberischen Halbinsel, obgleich er lediglich fragmentarisch erhalten geblieben ist.

## Datierung
Um 475/76 ließ Eurich, der von 466 bis 484 regierte, das Recht der Westgoten aufzeichnen. Die Initiative folgte zeitlich wohl dem Friedensschluss mit Kaiser Nepos im gleichen Jahr. Andererseits ging sie dem Brief des Sidonius Apollinaris (476/77) an Leo von Narbonne voraus, denn unter Leo sind die gesetzlichen Arbeiten wohl abschließend redigiert worden.
Von diesem Werk sind nur Fragmente in einer Palimpsest-Handschrift der Pariser Nationalbibliothek (Codex Parisinus Latinus 12161) erhalten; nur ein Teil davon ist noch lesbar. Der Codex Euricianus war jahrhundertelang gänzlich verschollen; erst im 18. Jahrhundert wurden Fragmente geborgen. Möglicherweise handelt es sich bei den Pariser Fragmenten um eine erst von Eurichs Sohn und Nachfolger Alarich II. veranlasste Bearbeitung des westgotischen Gesetzbuchs. Teile des Werks lassen sich hypothetisch aus der späteren westgotischen Gesetzgebung erschließen, doch sind die Rekonstruktionsversuche mit erheblicher Unsicherheit belastet.

## Inhalt
Der Codex Euricianus enthält unter anderem Vorschriften zur Regelung von Grenzstreitigkeiten und besonders von Fragen, die sich aus der Landteilung zwischen den sesshaft gewordenen gotischen Eroberern und den romanischen Grundbesitzern ergaben. Enthalten sind außerdem handelsrechtliche Regelungen zum Handel im Allgemeinen und zum Tausch- und Sklavenhandel im Besonderen. Aufgesetzt ist auch ein strafrechtlicher Sanktionskatalog bei Nichteinhaltung von Vorschriften. Zu bürgerlich-rechtlichen Materien klassisch zivilrechtlichen Zuschnitts, wie Obligationen aus Leih-, Kauf- und Schenkungsgeschäften gibt der Kodex ebenfalls Auskunft. Ehe- und erbrechtliche Regelungen sind ebenfalls enthalten. Der Kodex wird in der Forschung als wegweisende gesetzgeberische Leistung germanischer Kodifikationsbestrebungen gewürdigt. Tatsächlich ist das Werk in gutem Latein geschrieben, weshalb davon ausgegangen wird, dass an seiner Abfassung romanische Juristen maßgeblichen Anteil hatten.
Uneins ist sich die Forschung darüber, welche Rechtsvorstellungen das Werk dominieren, die römischen oder die germanischen. Unstrittig aber ist, dass das römische Recht einen hohen Anteil am gesamten Rechtsstoff einnimmt. Das mag für ein germanisches Rechtsbuch deshalb ungewöhnlich anmuten, weil zur Befriedung von Rechtsstreitigkeiten der Goten untereinander diente. Weitgehend stammen die Rechtssätze zwar aus der Zeit der klassischen Jurisprudenz des Prinzipats, da sie ab der Zeit der Wende zum 4. Jahrhundert jedoch zunehmend vulgarisiert, das heißt in sehr vereinfachten Kurzfassungen präsentiert und praktiziert wurden, beschränkte sich der Anschauungsunterricht auf Wiedergaben einer Qualität, die den Paulussentenzen eigen ist. Exzerpte römischen Kaiserrechts sind ebenfalls enthalten. Daran lässt sich festmachen, dass der Kodex auch als Beleg für eine fortgeschrittene Romanisierung der Westgoten dient.
Teile des Codex Euricianus finden sich später, vermutlich als Basisstoff, in der lex Baiuvariorum, der ersten bairischen Gesetzeskodifikation wieder. Aber auch andere germanische Gesetze, so die der Burgunder (lex Romana Burgundionum) beziehungsweise Franken (lex Salica) und Alamannen (lex Alamannorum), werden vom Codex Euricianus beeinflusst worden sein.

## Rechtsgeschichtliche Kontroverse
Die Frage nach der territorialen oder personellen Rechtserstreckung des Codex Euricianus ist in der aktuellen Forschung noch strittig. Eine gleichzeitige Gültigkeit des Codex Euricianus und des Codex Theodosianus, ersetzt durch die durch Alarich II. erlassene und als bedeutendste der germanischen Kodifikationen rezipierte lex Romana Visigothorum von 506, gilt hierbei jedoch als gesichert.